# Остапенко, Пётр Фёдорович
Пётр Фёдорович Остапенко (2 [15] июня 1914, Аксютино, ныне Кинельский район, Самарская область — 29 августа 1998) — командир расчёта 281-го отдельного истребительно-противотанкового дивизиона в составе 20-й стрелковой дивизии, 28-й армии 1-го Белорусского фронта, старший сержант — на момент представления к награждению орденом Славы 1-й степени.

## Биография
Родился 2 (15) июня 1914 года в селе Аксютино Кинельского района Самарской области в крестьянской семье. Украинец. Член ВКП/КПСС с 1942 года. Окончил 4 класса начальной школы в 1928 году. Работал комбайнёром в колхозе Хорольского района Полтавской области.
В Красной Армии с 1935 по 1937 и с июня 1941 года. На фронте в Великую Отечественную войну с июля 1941 года. Участвовал в оборонительных боях на Украине и Северном Кавказе, освобождал Белоруссию, Прибалтику, Польшу, участвовал в штурме Берлина и рейде на Прагу.
Командир расчёта 281-го отдельного истребительно-противотанкового дивизиона сержант Остапенко 24 июня 1944 года у села Пружинище Гомельской области Белоруссии уничтожил два дзота, группу вражеской пехоты и подавил два пулемёта, обеспечив стрелковым подразделениям выполнение боевой задачи.
14—15 июля 1944 года старший сержант Остапенко отличился в боях при форсировании реки Ясельда. У населённого пункта Стрыхин расчёт под командованием Остапенко уничтожил два орудия, два миномёта, наблюдательный пункт, три пулемёта, более отделения пехоты противника, чем обеспечил переправу наших стрелков.
24 августа 1944 года в районе южнее города Вышкув под сильным огнём противника Остапенко оборудовал огневую позицию и 25 августа прямой наводкой открыл губительный огонь по обороне противника. Орудие в упор расстреляло три станковых пулемёта, уничтожило двадцать противников, разрушило два каменных дома, где находились пулемётные точки врага, разбило дзот и подавило огонь двух батальонных орудий противника.
Участник Парада Победы 24 июня 1945 года. В ноябре 1945 года демобилизован. Жил в селе Новачиха Хорольского района Полтавской области. Работал председателем сельсовета, завхозом колхоза имени С. М. Кирова.
Умер 29 августа 1998 года.

## Награды
Приказом командира 20-й стрелковой дивизии от 17 июля 1944 года за мужество, проявленное в боях с врагом, сержант Остапенко награждён орденом Славы 3-й степени. Приказом по 28-й армии от 5 октября 1944 года старший сержант Остапенко награждён орденом Славы 2-й степени. 23 апреля 1975 года перенаграждён орденом Славы 1-й степени.
Приказом по 28-й армии от 29 сентября 1944 года старший сержант Остапенко награждён орденом Славы 2-й степени.
Награждён орденами Богдана Хмельницкого 3-й степени, Славы 1-й, 2-й и 3-й степени, Отечественной войны 1-й и 2-й степени, Красной Звезды, медалями, в том числе «За отвагу».